# Thomas Sabitzer
Thomas Sabitzer (12 ottobre 2000) è un calciatore austriaco, attaccante del WSG Swarovski Tirol.

## Biografia
Proviene da una famiglia di calciatori: è nipote di Herfried Sabitzer, ex attaccante attivo fra gli anni '80 ed inizio anni '2000 e cugino di Marcel Sabitzer, centrocampista del Borussia Dortmund.

## Caratteristiche tecniche
È un centravanti.

## Carriera

### Club
Cresciuto nel settore giovanile dello Sturm Graz, nel 2016 è stato acquistato dal Kapfenberger con cui ha debuttato fra i professionisti disputando l'incontro di Erste Liga perso 4-0 contro l'Hartberg del 25 agosto 2017. Promosso definitivamente in prima squadra, la stagione seguente ha messo a segno 12 reti in 27 presenze senza però riuscire a centrare la promozione in Bundesliga.
Nel luglio 2019 è stato acquistato dal LASK con cui ha firmato un accordo fino al 2023. Ha debuttato nella massima divisione austriaca il 3 agosto seguente subentrando nel secondo tempo dell'incontro vinto 3-0 contro l'Austria Vienna.

### Nazionale
Ha giocato nella nazionale austriaca Under-21.

## Statistiche
Statistiche aggiornate al 6 agosto 2020.

### Presenze e reti nei club
| Stagione            | Squadra             | Campionato          | Campionato | Campionato | Coppe nazionali | Coppe nazionali | Coppe nazionali | Coppe continentali | Coppe continentali | Coppe continentali | Altre coppe | Altre coppe | Altre coppe | Totale | Totale | Totale |
| Stagione            | Squadra             | Comp                | Pres       | Reti       | Comp            | Pres            | Reti            | Comp               | Pres               | Reti               | Comp        | Pres        | Reti        | Pres   | Reti   |        |
| ------------------- | ------------------- | ------------------- | ---------- | ---------- | --------------- | --------------- | --------------- | ------------------ | ------------------ | ------------------ | ----------- | ----------- | ----------- | ------ | ------ | ------ |
| 2017-2018           | Kapfenberger        | 1L                  | 12         | 0          | CA              | 0               | 0               |                    | -                  | -                  |             | -           | -           | 12     | 0      |        |
| 2018-2019           | Kapfenberger        | 1L                  | 27         | 12         | CA              | 3               | 1               |                    | -                  | -                  |             | -           | -           | 30     | 13     |        |
| Totale Kapfenberger | Totale Kapfenberger | Totale Kapfenberger | 39         | 12         |                 | 3               | 1               |                    | -                  | -                  |             | -           | -           | 42     | 12     |        |
| 2019-2020           | LASK Amateure OÖ    | 1L                  | 3          | 0          | CA              | 0               | 0               |                    | -                  | -                  |             | -           | -           | 3      | 0      |        |
| 2019-2020           | LASK                | BL                  | 10         | 0          | CA              | 1               | 0               | UCL+UEL            | 1+2                | 0                  |             | -           | -           | 14     | 0      |        |
| Totale carriera     | Totale carriera     | Totale carriera     | 52         | 12         |                 | 4               | 1               |                    | 3                  | 0                  |             | -           | -           | 59     | 13     |        |

## Palmarès

### Club

#### Competizioni nazionali
- Coppa d'Austria: 1

Wolfsberger: 2024-2025